# Alexander von Lüders
El conde Alexander Nikolayevich Liders (en ruso: Алекса́ндр Никола́евич Ли́дерс, Aleksándr Nikoláevich Líders; 14 de enero de 1790 - 2 de febrero de 1874), más conocido como Alexander von Lüders, fue un general ruso y Namestnik del Reino de Polonia, de extracción alemana.
Lüders nació en el seno de una familia noble alemana que se trasladó a Rusia a mediados del siglo XVIII. Su padre, el Mayor General Nikolay Ivanovich von Lüders (1762-1823) fue el comandante del regimiento Bryansk durante las guerras napoleónicas.
El Conde Lüders también participó en las guerras napoleónicas y fue gravemente herido en la batalla de Kulm (1813). Se distinguió durante la guerra ruso-turca (1828-1829). Miembro del Ejército ruso durante el levantamiento de noviembre, participó en la batalla de Varsovia de 1831, dirigiendo las tropas que capturaron Wola.
En 1837 se convirtió en comandante del 5.º Cuerpo de Infantería del Ejército ruso. En 1843 él y su Cuerpo tomaron parte en sofocar otro alzamiento contra el Imperio ruso, dirigido por Imam Shamil durante la guerra del Cáucaso. En 1848 comandó las tropas rusas en Moldavia y Valaquia. En 1849 comandó el 5.º Cuerpo enviado para ayudar a Austria durante la Revolución húngara de 1848. En 1849 derrotó a las fuerzas polaco-húngaras a las órdenes del general Józef Bem en la batalla de Segesvár. Durante la guerra de Crimea (1854-1856) comandó el Ejército del Sur operando en la región del Danubio medio.
Entre noviembre de 1861 y junio de 1862 sostuvo el puesto de Namestnik del Reino de Polonia; es recordado como un brutal supervisor, en persecución de los polacos y la Iglesia católica. Sus actividades contribuyeron al aumento de las tensiones que culminaron en la insurrección de enero (1863). Sin embargo, Lüders había sido herido en un intento de asesinato en 1862 por el oficial ucraniano Andrij Potebnia (quien actuó en venganza por sus camaradas, revolucionarios ucranianos, capturados y torturados por Alexander) y retornó a San Petersburgo antes del alzamiento, para convertirse en uno de los miembros del Consejo de Estado de la Rusia Imperial. Después de su promoción al Consejo de Estado la familia de Lüders obtuvo el título de conde. Como Lüders no tenía hijos varones el título de Conde de Lüders pasó al marido de su hija, Alexander Weimarn, y a su descendencia.